# Oh Eun-sun
Oh Eun-sun, nota anche con lo pseudonimo di Miss Oh (5 marzo 1966), è un'alpinista sudcoreana.

## Biografia
Miss Oh è conosciuta per aver scalato tredici Ottomila e le Sette vette, e per aver sostenuto di essere stata la prima donna ad aver scalato tutte le quattordici vette sopra gli ottomila metri. L'obiettivo sembrava raggiunto il 27 aprile 2010 quando, alle 15 ora locale, l'alpinista aveva toccato la vetta dell'Annapurna ma l'impresa fu registrata nella classifiche ufficiali come "disputed" (contestata) perché non aveva prodotto prove convincenti di aver raggiunto la cima del Kangchenjunga, nel 2009. Quando fu chiaro che le foto da lei prodotte non la raffiguravano in vetta, Oh Eun-sun ammise che aveva dovuto fermarsi alcuni metri sotto la cima del Kangchenjunga. Per questo motivo la Federazione Alpina Coreana ha stabilito che Oh non aveva raggiunto quella vetta e la spagnola Edurne Pasaban è così diventata la prima donna ad aver scalato tutti i quattordici ottomila.
Almeno due vette, l'Everest e il K2, sono state raggiunte con l'uso di ossigeno supplementare. Numerose delle sue scalate hanno suscitato critiche, poiché effettuate in parte con l'aiuto di ossigeno supplementare, in parte con l'aiuto di elicotteri per lo spostamento tra i vari campi base per ottimizzare i tempi, e spesso con l'utilizzo di grandi team impegnati nel portare le attrezzature, preparare i campi base e i percorsi prima del suo passaggio, diametralmente opposta alla visione dello stile alpino.

## Ottomila
- 17 luglio 1997 Gasherbrum II
- 20 maggio 2004 Everest (con ossigeno supplementare)
- 3 ottobre 2006 Shisha Pangma
- 8 maggio 2007 Cho Oyu
- 20 luglio 2007 K2 (con ossigeno supplementare)
- 13 maggio 2008 Makalu
- 26 maggio 2008 Lhotse
- 31 luglio 2008 Broad Peak
- 12 ottobre 2008 Manaslu
- 21 maggio 2009 Dhaulagiri I
- 10 luglio 2009 Nanga Parbat
- 3 agosto 2009 Gasherbrum I
- 27 aprile 2010 Annapurna I

## Sette vette
- 2002 Monte Elbrus
- 2003 Monte McKinley
- 2004 Aconcagua
- 2004 Kilimangiaro
- 2004 Monte Vinson
- 2004 Monte Kosciuszko